# Go to the Mirror!
Singles de The Who
Pinball Wizard
(1969) I'm Free
(1969)
Pistes de Tommy
There's a Doctor Tommy, Can You Hear Me?
Go to the Mirror! est une chanson de l'opéra-rock Tommy du groupe britannique The Who, paru en 1969.

## Genèse et enregistrement
Townshend aurait écrit cette chanson dans un hôtel Holiday Inn de Rolling Meadows (Illinois) lors de la tournée américaine des Who, le 1er août 1968.
Go to the Mirror! est l'un des trois singles issus de l'album Tommy. Sur sa face B, on trouve Sally Simpson.
Go to the Mirror! a été sélectionnée par le Rock and Roll Hall of Fame comme une des 500 chansons qui ont le plus marquées le rock 'n' roll.

## Composition
Un riff simple et accrocheur structure la chanson. Il alterne avec le leitmotiv See Me, Feel Me (chanté par Pete Townshend cette fois-ci). À la fin, on remarque un autre thème récurrent de l'album, Listening to You (voir We're Not Gonna Take It). Roger Daltrey est au chant principal.

## Analyse des paroles
Dans cette chanson, le héros de l'album, Tommy, va avec ses parents chez un médecin spécialiste. Ce dernier lui fait subir toute une batterie de tests, mais ne découvre absolument rien d'anormal. Le docteur en déduit donc que la source de l'autisme du jeune homme est d'origine psychosomatique. Pendant ce temps, l'esprit de Tommy manifeste son envie de sortir de sa prison mentale.